# Juryj Humianiuk
Juryj Iharawicz Humianiuk (biał. Юрый Ігаравіч Гумянюк, ros. Юрий Игоревич Гуменюк, Jurij Igoriewicz Gumieniuk; pseud. Wacław Halimski; ur. 24 września 1969 w Grodnie, zm. 19 stycznia 2013 tamże) – białoruski poeta, prozaik, autor dziecięcych sztuk teatralnych, dziennikarz prasowy i radiowy, polonista.

## Życiorys

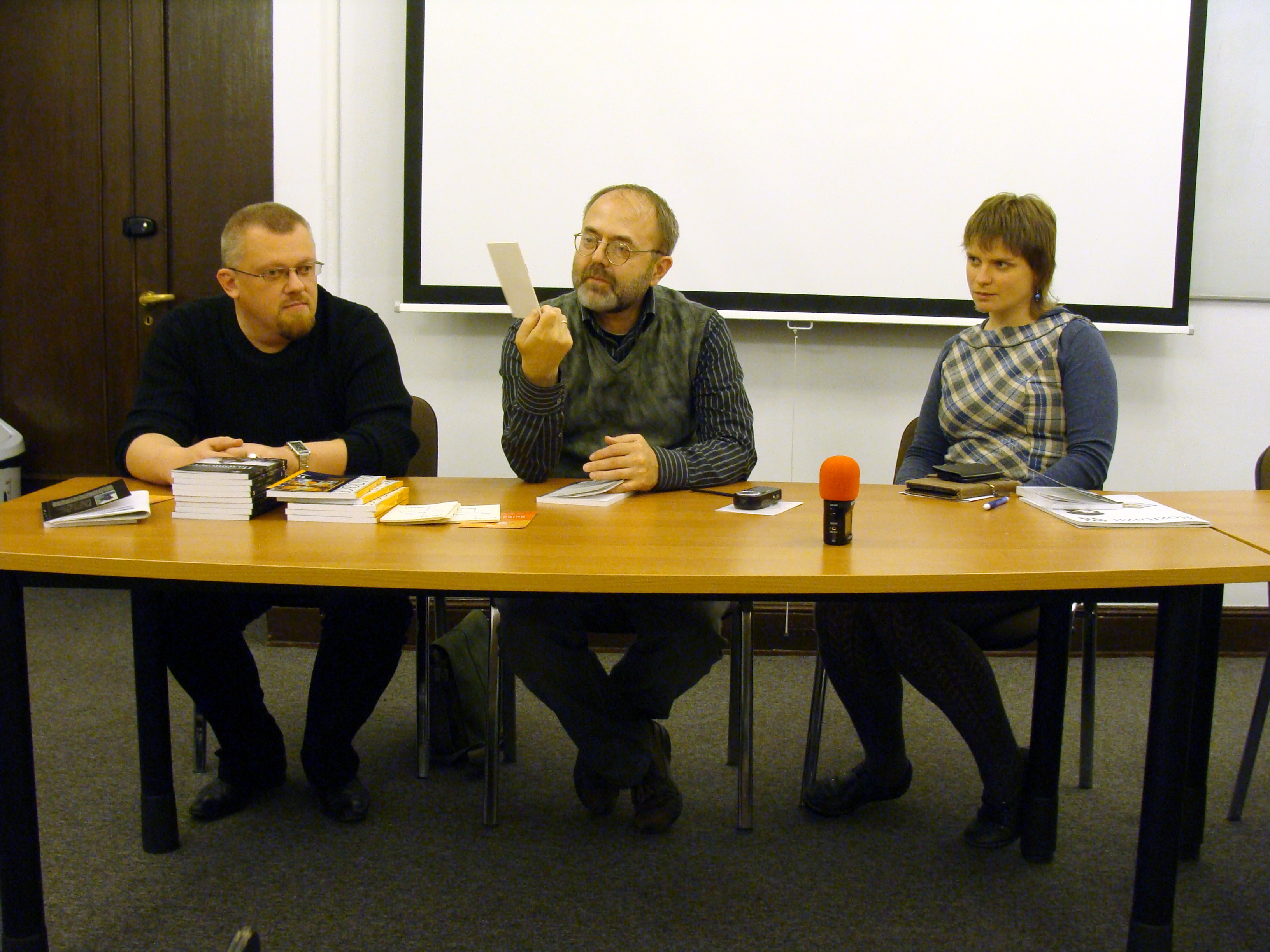
Juryj Humianiuk, Aleś Arkusz i Tacciana Niadbaj podczas prezentacji powieści „Palimpsiest” w Collegium Civitas w Warszawie, 24 października 2012

Urodził się 24 września 1969 roku w Grodnie, w obwodzie grodzieńskim Białoruskiej SRR, ZSRR, jako syn Ihara Iosifawicza Humianiuka, szkolnego nauczyciela matematyki, oraz Krysciny Kazimirauny. W 1994 roku ukończył studia na Wydziale Polonistyki Grodzieńskiego Uniwersytetu Państwowego im. Janki Kupały. Następnie uczył się na aspiranturze na tej samej uczelni. W latach 1991–1994 przygotowywał w grodzieńskim radiu obwodowym literacko-artystyczną audycję radiową „Kantekst”. Pracował jako dziennikarz w gazetach „Pahonia” (1992, 1995–2001) oraz „Dień” (2004). W latach 1994–2000 kierował sekcją literacką Grodzieńskiego Obwodowego Teatru Lalek. Od 2002 roku był publicystą w wydawanym w Białymstoku białoruskojęzycznym miesięczniku „Czasopis”. Pracował dla Białoruskiej Redakcji Polskiego Radia dla Zagranicy, gdzie posługiwał się pseudonimem Wacław Halimski. Programy jego autorstwa były także nadawane przez mające siedzibę w Białymstoku Białoruskie Radio Racja.
Juryj Humianiuk wraz z Alesiem Arkuszem założył Towarzystwo Wolnych Literatów. Skupiało ono młodych białoruskich poetów, którzy wyrażali sprzeciw wobec starszego pokolenia twórców, pozostających pod wpływem systemu radzieckiego i niechcących zmian w kraju. Był także członkiem Związku Pisarzy Białoruskich i Białoruskiego PEN-Centrum. Latem 2011 roku przygotowywał materiały dziennikarskie z akcji milczącego protestu na ulicach Grodna, organizowanych w ramach kampanii „Rewolucja przez Sieci Społecznościowe”. 3 lipca był jednym z ośmiu grodzieńskich dziennikarzy, którzy zostali aresztowani pod zarzutem udziału w nielegalnych demonstracjach. Otrzymał wyrok 12 dni pozbawienia wolności i karę finansową w wysokości 77 tysięcy białoruskich rubli. Wyrok odbył w grodzieńskim więzieniu, wraz z m.in. Igorem Bancerem. W tym czasie ogłosił protest głodowy.
Wieczorem 19 stycznia 2013 roku zginął w wyniku wypadnięcia z balkonu na 8. piętrze budynku internatu, nieopodal domu, w którym mieszkał. 23 stycznia został pochowany w obrządku greckokatolickim na cmentarzu przy Prospekcie Kosmonautów w Grodnie. W ceremonii uczestniczyli liczni białoruscy literaci i dziennikarze, a trumna została przykryta biało-czerwono-białą flagą.

## Twórczość
Juryj Humianiuk publikował swoje prace drukiem od 1990 roku. Należał do grupy grodzieńskich modernistów lat 90. XX wieku, na okres ten przypadł także szczyt jego aktywności twórczej. Poezję pisał w specyficznym, dekadenckim stylu. Fascynowała go stylistyka i estetyka dwudziestolecia międzywojennego. Jest autorem zbiorów wierszy: Wodar cieła (1992), Twar Tutanchamona (1994), Rytuał (1999), Labirynty prywidnaha zamku (2000, we współautorstwie) i Wulica tyhrowych archidejau (2003). Pisał sztuki teatralne dla dzieci, wystawiane w Grodzieńskim Obwodowym Teatrze Lalek: Bal u barona Miunchauzena (1993), Tajamnica załatoha piarścionku (1998), Kaladnaje padarożża (1999). Był także autorem niedokończonej powieści Apostały nirwany (księga pierwsza 1995), sagi dokumentalnej Prywid daunich Kresau (2004–2005), artykułów krytycznych na temat literatury, grafiki i teatru. Był współredaktorem literacko-artystycznego almanachu „Kałossie”. Jego teksty zostały wykorzystane przez białoruskie zespoły rockowe „Hrunwald”, „Ajsza” (Jungle X-mas) oraz przez innych wykonawców w około dwudziestu piosenkach.
W twórczości Humianiuka można znaleźć wiersze o charakterze homoerotycznym, np. Rużawoki drakon (pol. Różowooki smok) opublikowany w zbiorze Koła wydanym w Grodnie w 1993 roku.

## Poglądy
Juryj Humianiuk bardzo negatywnie oceniał sytuację w dziedzinie kultury na Białorusi pod rządami Alaksandra Łukaszenki. Jego zdaniem kultura niezależna i nieposłuszna władzy poddawana jest inwigilacji, a twórcy krytykujący głowę państwa są prześladowani. Teatr białoruski znajduje się w ideowym kryzysie, reżyserzy teatralni są ograniczani przez cenzurę, a każda próba niezależności i indywidualizmu podlega represjom ze strony władz. Inwigilacji podlega także Białoruski Związek Pisarzy, w którym pozostali wyłącznie literaci lojalni wobec władzy. Zdaniem Juryja Humianiuka wszystkie państwowe wydawnictwa i czasopisma poddawane są cenzurze, a poezja ma szansę na niezależność wyłącznie w nurcie podziemnym. Aleś Arkusz opisując Juryja Humianiuka stwierdził, że był on zaciętym antykomunistą i nie znosił komunistycznego, więziennego stylu życia, przede wszystkim twórczego.
Ihar Humianiuk uważał, że poezja nie powinna być tworzona w wyniku chwilowego zapotrzebowania, a wyłącznie pod wpływem natchnienia, do czego sam się stosował.

## Życie prywatne
Juryj Humianiuk mieszkał w Grodnie ze swoją matką emerytką. Wkrótce po jego śmierci miała miejsce dyskusja na temat jego orientacji seksualnej. Zdaniem artysty Alesia Suraua był on homoseksualistą. Wskazują na to obecne w twórczości Humianiuka wątki o charakterze homoerotycznym. Poeta prowadził ekstrawagancki tryb życia, będąc związanym z bohemą artystyczną Grodna. Często ubierał się w stylu dandysów.